# Новая Деревня (Сахалинская область)
Новая Деревня — село в Сахалинской области России. Подчинено городу Южно-Сахалинску. В рамках организации местного самоуправления входит в городской округ город Южно-Сахалинск.

## География
Расположено в юго-восточной части острова Сахалин, на берегу реки Сусуя, в 11 км к северу от областного центра — города Южно-Сахалинск.
Площадь 1,62 км².
Климат
Находится в местности, приравненной к районам Крайнего Севера.
Как и весь остров Сахалин, входит в зону муссонов умеренных широт. Среднегодовая температура составляет +2,8 °С. Самым холодным месяцем является январь со среднесуточной температурой −12,2 °C, самым тёплым — август со среднесуточной температурой +17,3 °C.
Ввиду высокой влажности уже при температуре воздуха +22 °C в тени становится жарко и душно, комфортно и тепло — при +18 °C — 19 °C.
Расчётная температура наружного воздуха летом +25,7 °C, зимой −14 °C. Продолжительность периода со среднесуточной температурой ниже 0 °C составляет 154 суток, продолжительность отопительного периода 230 суток. Средняя температура наиболее холодной пятидневки −13 °C.).

## История
15 октября 1947 года Новая Деревня стала центром Ново-Деревенского сельсовета в составе Южно-сахалинского района Сахалинской области (Указ Президиума Верховного Совета РСФСР от 15.10.1947 N 614/7 «Об образовании сельских Советов, городов и рабочих поселков в Сахалинской области», Решение облисполкома от 18.10.1947 N 540 «Об образовании городов, поселковых и сельских Советов в южных районах острова Сахалина и Курильских островах Сахалинской области»).
18 июня 1954 года в связи с объединением сельских Советов в Сахалинской области, село Новая Деревня преобразовано в посёлок и включено в состав Ново-Александровского сельского Совета Южно-Сахалинского района (Указ Президиума Верховного Совета РСФСР от 18.06.1954 N 744/84 «Об объединении сельских Советов Сахалинской области»).
Границы населённого пункта установлены в 2002 году постановлением администрации Сахалинской области.
26 апреля 2004 года посёлок Новая Деревня вновь преобразован в село.

## Население
| 2002 | 2010 | 2013 | 2021 |
| ---- | ---- | ---- | ---- |
| 341  | ↗418 | ↘398 | ↗609 |

Национальный и гендерный состав
По переписи 2002 года население — 341 человек (174 мужчины, 167 женщин). Преобладающая национальность — русские (88 %).

## Инфраструктура
Личное подсобное хозяйство.

## Транспорт
Доступен автотранспортом. Проходит автодорога 64К-34 Ново-Александровск — Новая Деревня (идентификационный номер 64 ОП РЗ 64К-34), идущая от автомобильной дороги Южно-Сахалинск — Синегорск до окончания ул. Центральная в с. Новая Деревня (в том числе ул. 2-я Колхозная пл. район Ново-Александровск).